# جو القذر (فلم)
جو الوسخ (بالإنجليزية: Joe Dirt) فيلم مغامرات كوميدي أمريكي أُنتج عام 2001 من بطولة ديفيد سبيد و بريتاني دانيال و دينيس ميلر و آدم بيتش و كريستوفر واكن وجايمي بريسلي وكيد روك و برايان تومسون و إريك سوليفان وقد ألف فريد وولف الفيلم وأنتجه روبرت سيموندز.

## القصة
يبدأ الفيلم بِالتحدث عن شاب ينتمي إلى وايت تراش أو القمامة البيضاء وهو جو الوسخ الذي يبدو في باديء الأمر مُجرد شاب فاشل وجبان, يخوض جو خلال 91 دقيقة من الفيلم عدة مغامرات وهو يحاول البحث عن عائلته الحقيقية الذي يعتقد أنه تاه عنها عندما كان طفلاً وخلال هذه الرحلة الطويلة يمر جو بالعديد من التجارب التي ساعدته في اكتشاف صفاته الجميلة وشخصيته الحقيقية ويلتقي بالعديد من الأصدقاء المُقربين الذين ساعدوه من أجل تحقيق هدفه وعلموه كيف يثق بنفسه ويتعرض للكثير من المصاعب والمتاعب ويتعرف على حب حياته وهي براندي التي تلعب دورها الممثلة بريتاني دانيال ولكنه يفترق عنها بسبب اختلافاتهم وعندما يجد والديه في نهاية الفيلم يكتشف أنهم تخلوا عنه عَمداً فَيشعر بِالغضب والحزن والسخط ويقرر الإنتحار عن طريق إسقاط نفسه من جسر ويجتمع حوله الناس والشرطة والصحافة وتأتي براندي الذي ظن إنها نسته وأكلمت حياتها لتمنعه ولكنه رمى نفسه فيصاب بسبب ذلك بإصابة شديدة بالرأس ويستيقظ بعدها وهو في بيت براندي وحوله أصدقاءه الذين لم يتخلوا عنه وكانوا بمثابة الأسرة والعائلة الحقيقية له ويتناول الفيلم قصة درامية رومانسية يعرضها بإطار كوميدي.

## الأبطال
- ديفيد سبيد يلعب دور البطل جو الوسخ.[4]
- بريتاني دانيال تعلب دور حبيبته براندي.
- كريستوفر واكن يلعب دور أنتوني بينيديتي.
- جايمي بريسلي تلعب دور جيل.
- كيد روك يلعب دور روبي.

## الإنتاج
تخطت مِيزانية الفيلم حوالي 17700000 $ وإيرادات الفيلم بِشباك التذاكر في جميع أنحاء العالم هي 30987695 $.

## روابط خارجية
- مقالات تستعمل روابط فنية بلا صلة مع ويكي بيانات